# Oplegger

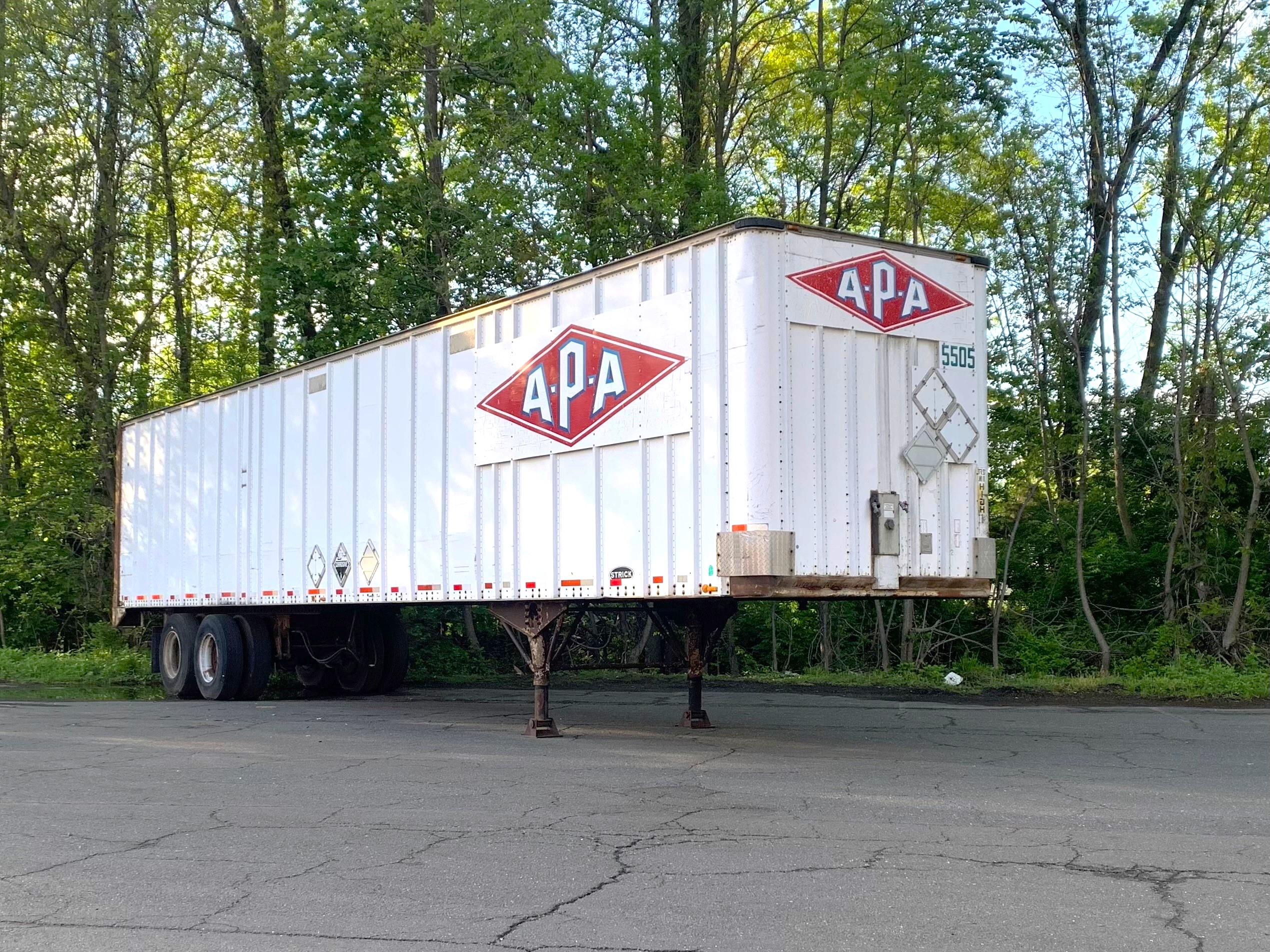
Metalen oplegger

Een oplegger of opligger (trailer) is een aanhangwagen, die geen eigen vooras heeft en waarvan dus een belangrijk deel van het gewicht op het trekkend voertuig (de trekker) rust. Een combinatie van een trekker en één of meerdere opleggers wordt een vrachtwagencombinatie of kortweg combinatie genoemd. De oplegger wordt gewoonlijk met een kingpin aan de koppelschotel van een trekker gekoppeld. Men spreekt dan van een trekker-opleggercombinatie. Een trekker kan met elke oplegger rijden, zodat chauffeur en trekker niet op het laden en lossen hoeven te wachten. Opleggers zijn er in veel uitvoeringen, afhankelijk van het gebruiksdoel.

## Variaties

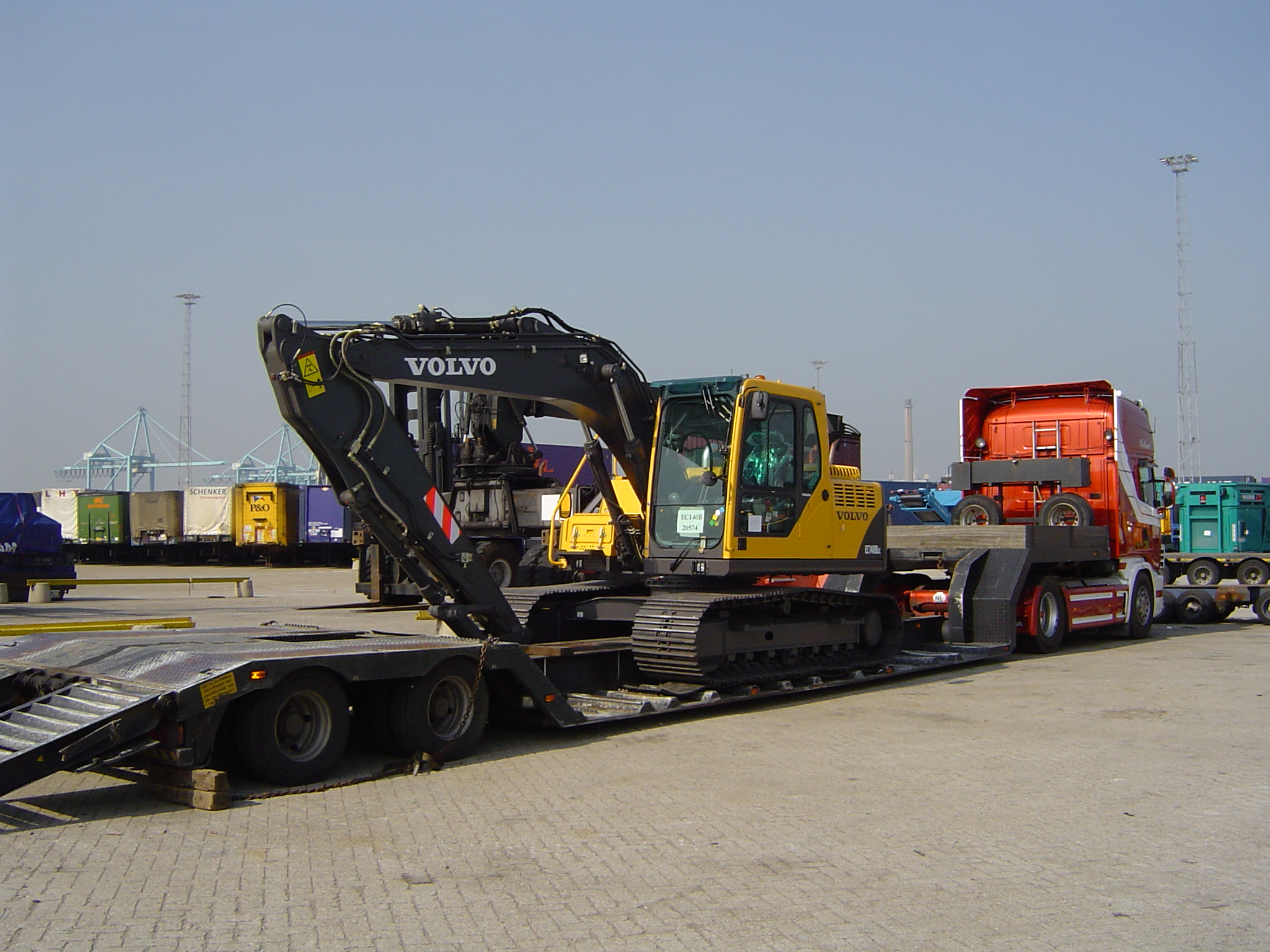
Dieplader met graafmachine

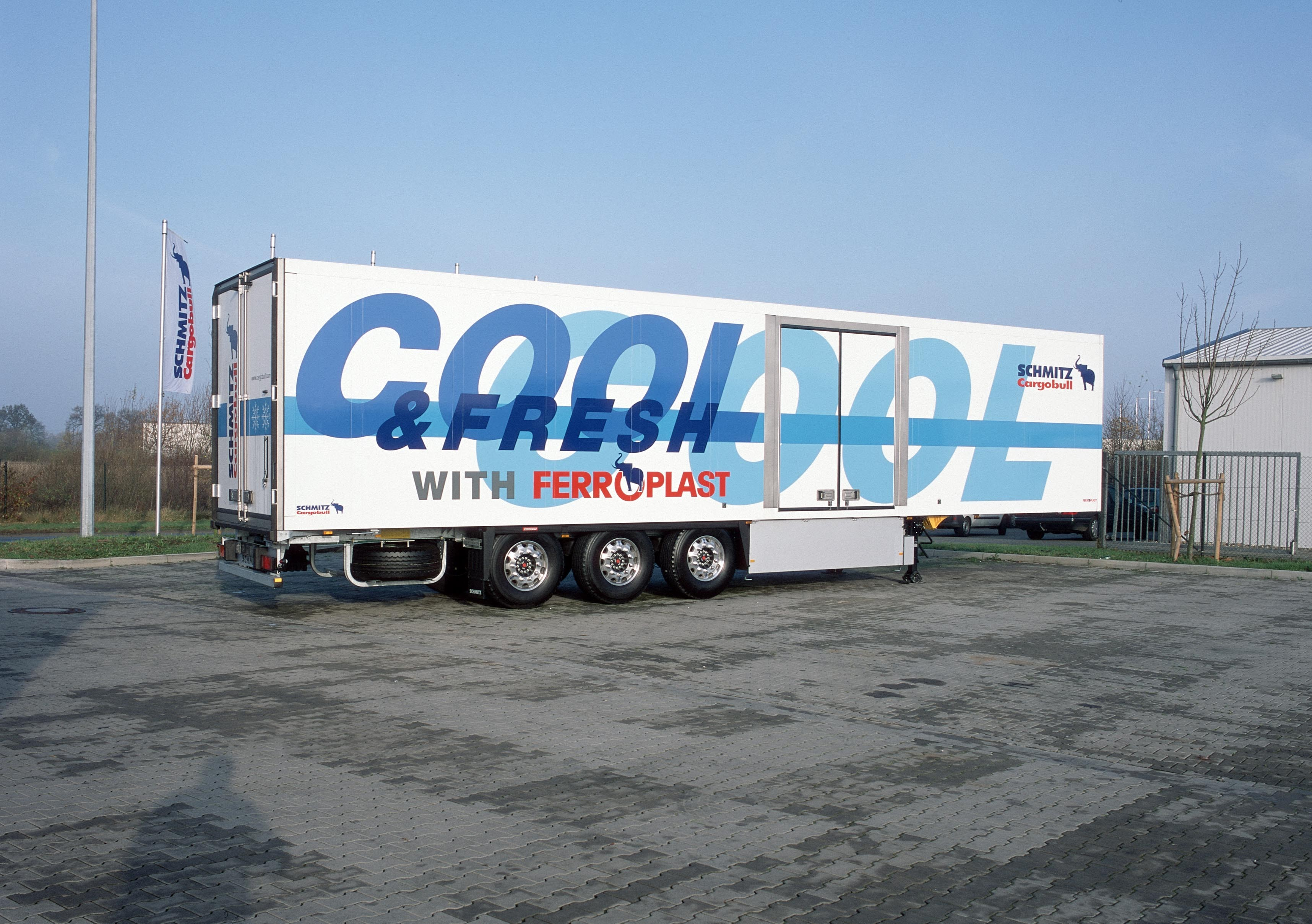
Koeltrailer

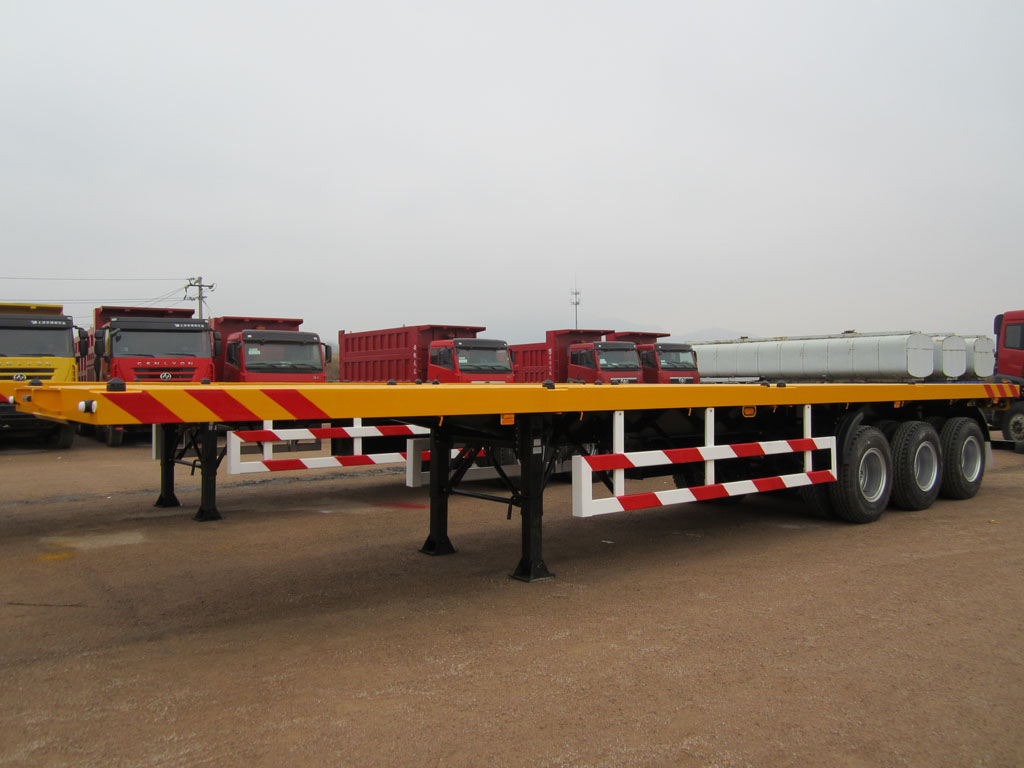
Platte oplegger

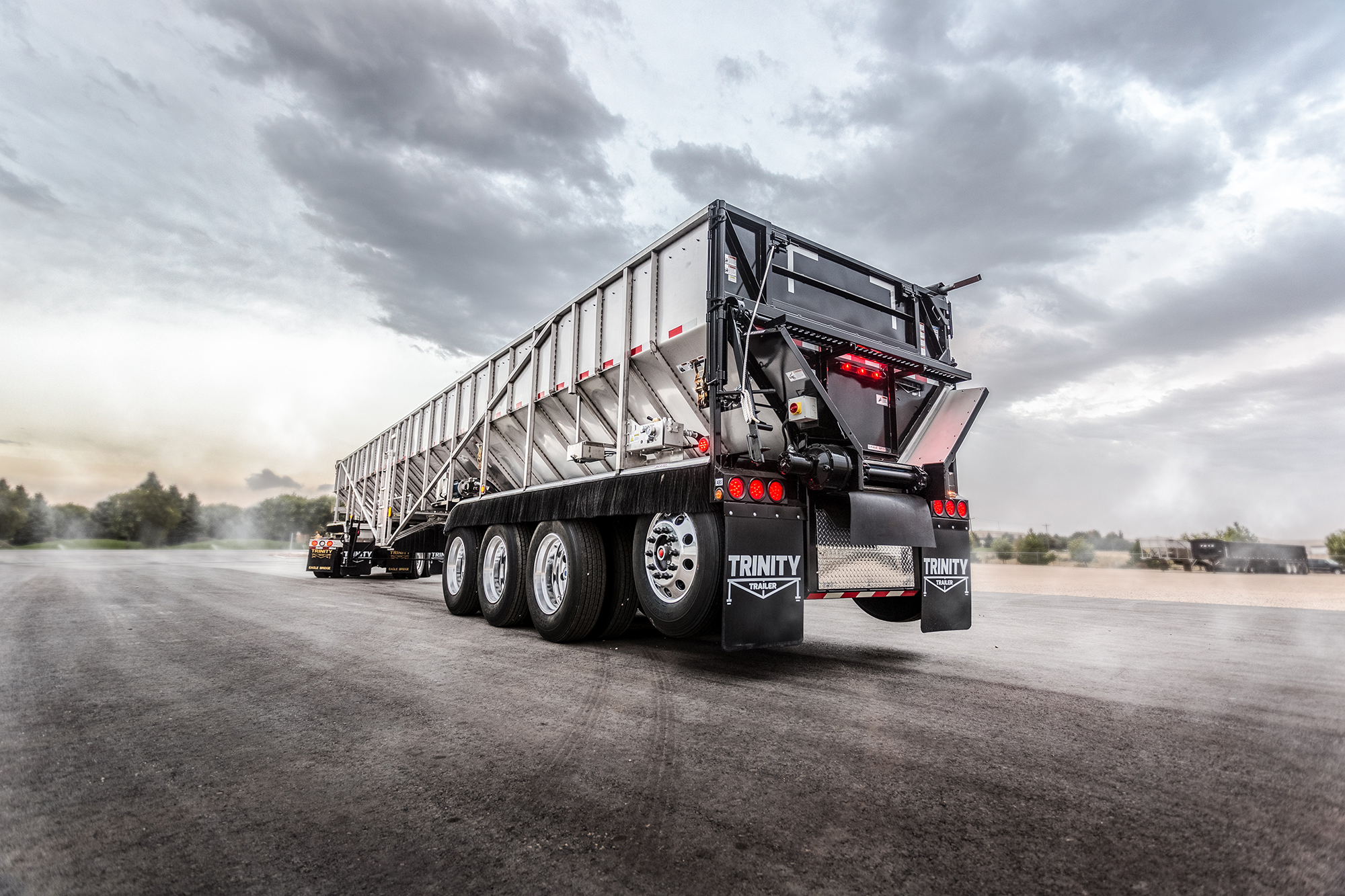
Bandlosser
Oplegger ontworpen voor het vervoeren van losgestorte producten zoals; aardappelen, uien, bonen, graan en wortelen. Het laden van de bandlosser gebeurt via de bovenkant. Desgewenst is er een valmat bevestigd in de trailer, om valbeschadiging te voorkomen tijdens het laden van kwetsbare producten. Het lossen gebeurt via de schuif aan de achterkant van de trailer, door middel van de transportband. De transportband wordt aangedreven middels een elektrisch aangedreven trommelmotor.
Coiloplegger
Huif- of schuifzeilenoplegger met goot in het midden van de vloer, speciaal om staalcoils te vervoeren. Lengte van laadvloer 13,4 meter, hoogte 2,55 - 2,70 meter, breedte 2,55 meter.
Citytrailer
Deze oplegger is korter is dan de standaard lengte (13,60 meter) en heeft minstens één stuuras en of een extra liftas. De meest gebruikte laadruimte is 10,50 meter lang en 2,46 meter breed. Door het meesturen van de (achterste) as kunnen er krappere bochten genomen worden.
Dieplader
Deze oplegger wordt gebruikt voor het vervoer van in de hoogte uitstekende ondeelbare voorwerpen.
Dubbeldeks oplegger
Deze oplegger heeft een laadruimte met twee etages. Laden en lossen is alleen mogelijk via de achterkant. Deze oplegger wordt vooral gebruikt voor supermarkten en dergelijke.
Huifoplegger
Oplegger met vaste zeilenhuif, kan ook gebruikt worden voor zij- en dakbeladingen. Lengte van laadvloer 13,4 meter, hoogte 2,55 – 2,70 meter, breedte 2,55 meter.
Kipoplegger
Oplegger om losgestorte goederen via kippen te lossen; diverse varianten.
Koeloplegger
Oplegger speciaal voor temperatuurgeleide transporten, om goederen koel, bevroren of warm te houden. De oplegger is voorzien van geïsoleerde vloer, wanden en dak, en heeft aan de voorkant een koelmotor, die aangedreven wordt op diesel (eigen tank). Lengte van laadvloer 13,2 meter, hoogte 2,55 meter, breedte 2,45 meter.
Megaoplegger
Huif- of schuifzeilenoplegger met een binnenhoogte van 3,0 meter voor volumineuze goederen. Lengte van laadvloer 13,6 meter, hoogte 3,00 meter, breedte 2,55 meter.
Plywoodoplegger
Oplegger met houten zijwanden en vast dak, laden en lossen alleen mogelijk via de achterkant. Lengte van laadvloer 13,6 meter, hoogte 2,55 meter – 2,70 meter, breedte 2,55 meter.
Platte oplegger
Oplegger geschikt voor het transport van bouw- en lange materialen. De platte trailer kan eventueel ook zijn uitgevoerd als laadbaktrailer waarbij er schotten aan de randen zijn opgebouwd. Deze oplegger is bijzonder geschikt voor het transport van weersbestendige goederen.
Schuifvloertrailer
Oplegger van maximaal 13,6 meter lengte en die is uitgerust met een schuifvloersysteem. Met een schuifvloertrailer kunnen veel verschillende soorten ladingen worden vervoerd: losgestorte (seizoens)producten, afval, hout- en papiersnippers, papierrollen, zware metalen, pallets enzovoort. In Europa zijn een aantal fabrikanten van schuifvloertrailers.
Schuifzeilenoplegger (tautliner)
Deze oplegger heeft aan beide zijden schuifzeilen om de oplegger van de zijkant te lossen en te laden, indien laden via achterzijde niet mogelijk is. Meestal heeft zo'n trailer ook een schuifdak zodat ook via het dak gelost en geladen kan worden. Lengte van laadvloer 13,6 meter, hoogte 2,55 – 2,70 meter, breedte 2,45 meter.

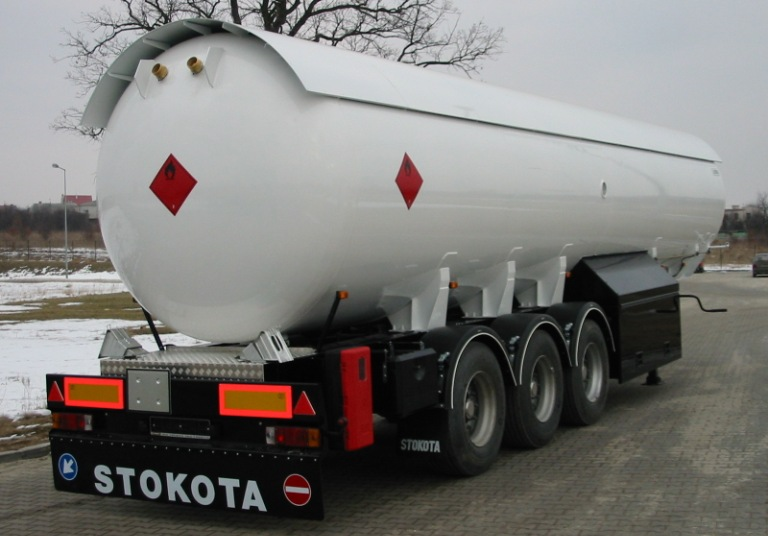
Tankoplegger
Deze opleggers worden gebruikt voor het vervoer van vloeistoffen, schuimen of gassen zoals benzine, alcohol, of propaan. Er bestaan veel varianten vanwege de grote verscheidenheid aan vloeistoffen en gassen die vervoerd kunnen worden. Tankopleggers kunnen geïsoleerd of ongeïsoleerd zijn; onder druk staan of niet; en ontworpen zijn voor enkele of meervoudige ladingen (doordat de tank intern onderverdeeld is in meerdere compartimenten). Ze zijn vaak moeilijker te besturen en gevoeliger voor kantelen vanwege hun hoge zwaartepunt of de klutsende vloeistof in een gedeeltelijk gevulde tank. Een speciaal geval van een tankoplegger is een mestoplegger, typisch gebruikt voor het transport van vloeibare mest.

## Achtergrond

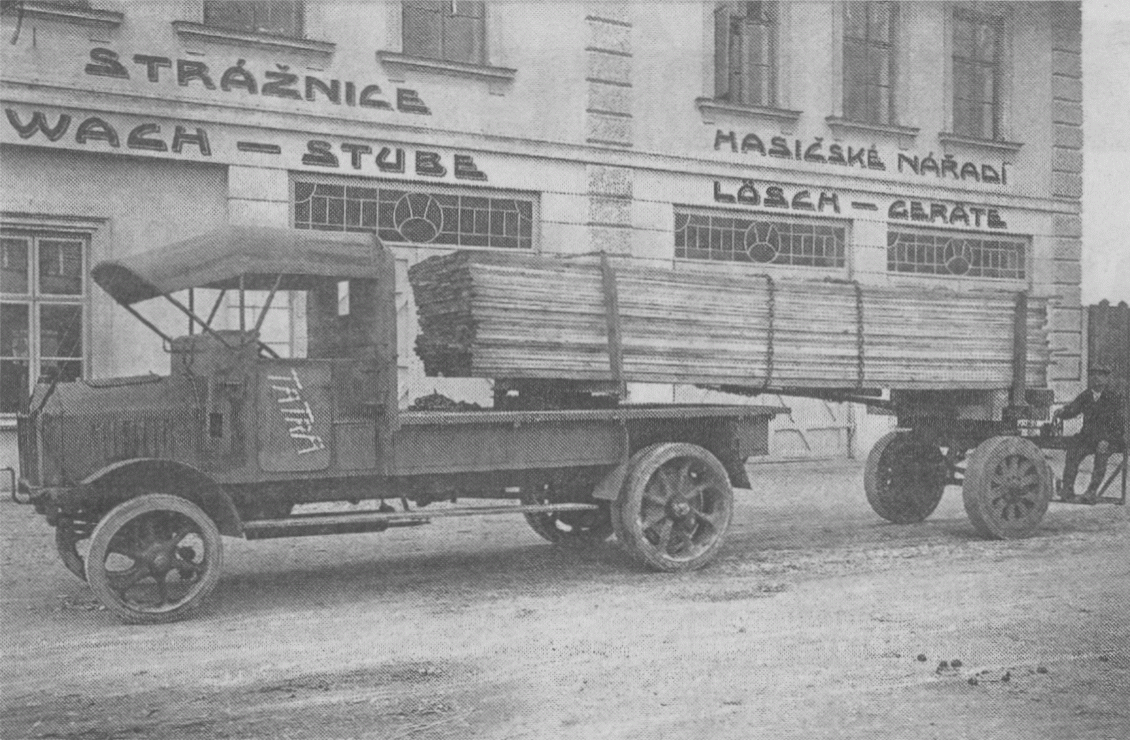
Combinatie uit 1919. De vracht dient hier vermoedelijk als verbinding tussen de truck en een los wielstel, een constructie die nog altijd gebruikt wordt voor lange vrachten, zoals bomen en wieken van windturbines.

De maximale wettelijke afmetingen van een oplegger in de Europese unie zijn: een lengte van 12 meter gemeten vanuit het hart van de kingpin, een hoogte van maximaal 4 m en een breedte van 2,55 m (en in het geval van een koel- of vriesoplegger met een minimale wanddikte van 45 mm, geldt een maximale breedte van 2,60 m).
Meestal zijn opleggers voorzien van een huif. Daardoor kunnen de goederen schoon en droog vervoerd worden. Een open oplegger is de eerste uitvoering waarin een oplegger gemaakt is, met een vlakke laadvloer.
Voor het vervoer van zeecontainers bestaan opleggers uitgevoerd als containerchassis. De zeecontainer wordt hierbij bevestigd met twistlocks op de hoeken van de oplegger en de zeecontainer. De meest voorkomende afmetingen van zeecontainers zijn 40 voet en 20 voet. Op een oplegger met normale afmetingen passen twee 20 voet containers. Om de voorste container te kunnen beladen, bestaan er opleggers die deelbaar zijn. Hierdoor kunnen beide containers tegelijkertijd beladen worden aan een laadperron.
Voor het vervoer van hoge ondeelbare voorwerpen zijn er opleggers met een verlaagde laadvloer: de dieplader. De laadvloer ligt hierbij achter de trekker en voor het asstel. Daardoor is de hoogte alleen van de eigen constructie afhankelijk. De lading ligt daarmee veel lager op de oplegger waardoor men met de hoogte beter uitkomt bij lage viaducten.
Als tussenvorm bestaat de semi-dieplader, deze is qua laadvloerhoogte alleen afhankelijk van de eigen banden/assen. De laadvloer bevindt zich achter de nek tot over de eigen assen. In het geval van ondeelbare lading, kunnen deze semi-diepladers uitschuifbaar worden uitgevoerd (tot bijvoorbeeld 42 m). Voor zware ladingen worden deze semi-diepladers voorzien van meerdere stuurbare assen (t/m 9 assen). De eigen breedte is te kiezen afhankelijk van de toepassing (gebruikelijk zijn de maten 2550, 2750 of 3000 mm)
Voor het vervoer van ondeelbare lange voorwerpen is in 1958 een uitschuifbare oplegger uitgevonden, die uitschuifbaar is tot 24 meter. Door de jaren is het concept aangepast en verbeterd. Deze opleggers zijn veelal uitschuifbaar uitgevoerd om ingeschoven aan de wetgeving te voldoen. In 2005 is een drievoudig uitschuifbare oplegger geïntroduceerd met een uitgeschoven lengte van 60 meter.
Indien de oplegger buiten de wettelijke afmetingen gebruikt wordt (door hem uit te schuiven vanwege de vervoerde lading), zijn ontheffingen van de wegenverkeerswet noodzakelijk.

## BE-oplegger
Een BE-oplegger is voor op een BE-trekker, samen een BE-combinatie genoemd.
Een BE-trekker is meestal een chassis-cabine bestelwagen maar kan ook een pick-uptruck zijn.
Het voordeel van dit type oplegger is dat deze in gebieden met een vrachtwagenverbod met een BE-rijbewijs bestuurd mag worden.
Hij heeft een kleinere en lichter uitgevoerde koppelschotel dan een vrachtauto.
De combinatie heeft een aanzienlijke lengte nodig voor stabiliteit, en heeft vaak geen meesturende achteras.
Het gewicht van de lading zit vaak voornamelijk achterin, boven de achterste as.
Nieuw is een kortgekoppelde BE-combinatie (de zogenoemde "Clixtar"-oplegger). Deze zit voor stabiliteit niet draaibaar maar vast op de BE-trekker bevestigd.
De kortgekoppelde BE-combinatie lijkt erg op een bestelbus met een dubbele achteras, maar wordt door de wet als een BE-combinatie beschouwd.
Een nadeel is dat deze aan de achterkant vaak erg uitsteekt ten opzichte van de lengte van de wielbasis,
dit doet in bochten de achterkant erg uitzwenken.